# Adrien Anneet
Adrien Anneet (Brussel, 15 november 1908) was een Belgisch bokser.

## Levensloop
Anneet nam deel aan de Olympische Zomerspelen van 1928 te Amsterdam. Hij werd er in de tweede ronde bij de weltergewichten uitgeschakeld door de Nederlander Cor Blommers.
In oktober 1932 behaalde hij te Brussel de IBU-titel bij de weltergewichten tegen zijn landgenoot Gustave Roth, nadat deze gediskwalificeerd werd voor een te lage slag. In januari 1933 verdedigde hij te Brussel succesvol zijn titel tegen de Italiaan Vittorio Venturi, maar in mei 1933 moest hij te Birmingham de IBU-titel bij de weltergewichten afstaan aan de Brit Jack Hood nadat Anneet in de derde ronde werd gediskwalificeerd wegens een te lage slag.